# Rocoto relleno
El rocoto relleno és un menjar típic d'Arequipa, molt característic de la gastronomia peruana. Es tracta d'un rocoto, prèviament netejat i bullit, farcit amb carn i altres ingredients, i fet al forn. És un plat fortament picant, i es menja calent.